# Wijkia trichocolea
Wijkia trichocolea là một loài Rêu trong họ Sematophyllaceae. Loài này được (Müll. Hal.) H.A. Crum miêu tả khoa học đầu tiên năm 1971.